# Trattato di amicizia e commercio nippo-americano

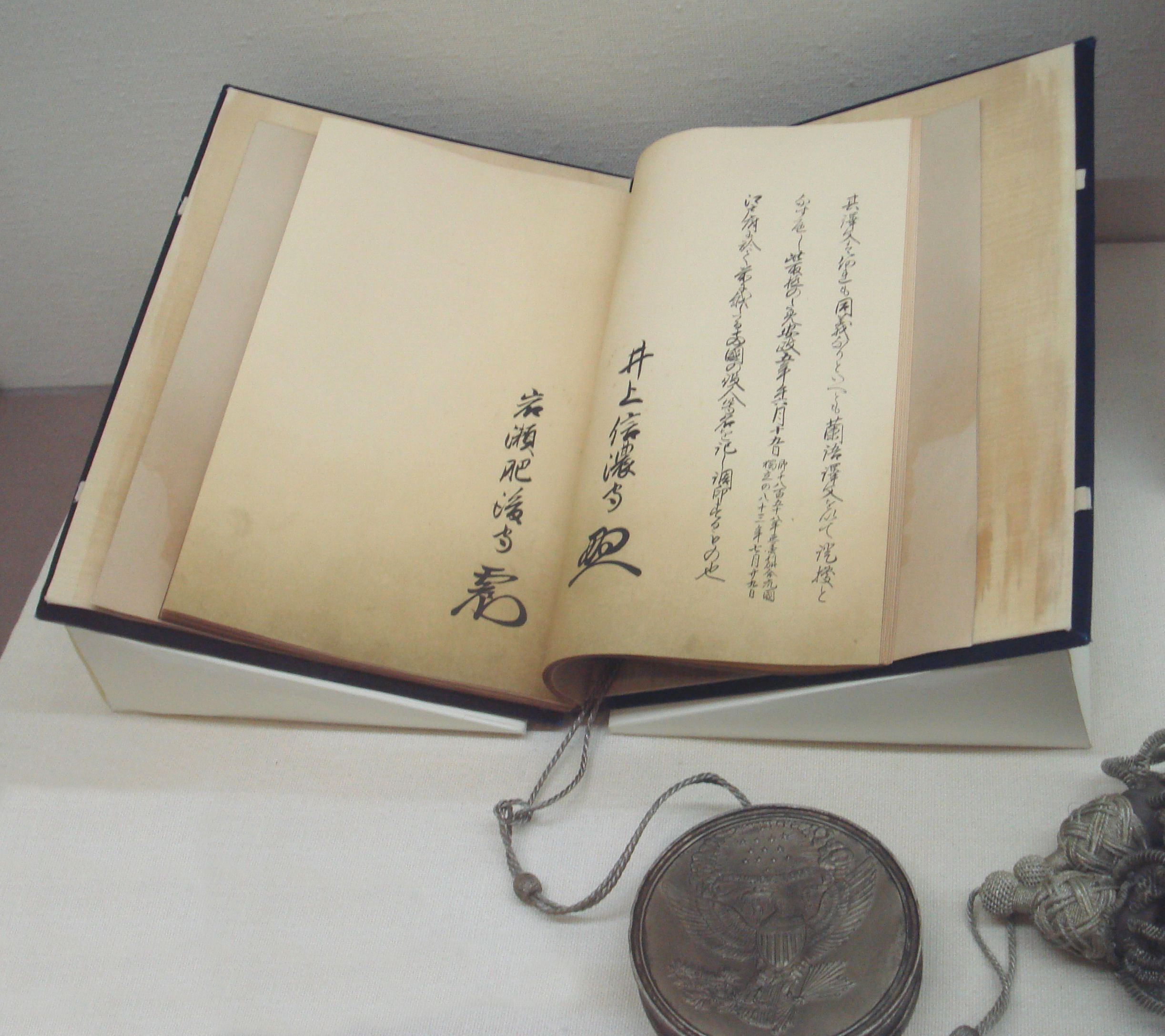
Il trattato di amicizia e commercio tra Giappone e Stati Uniti del 29 luglio 1858.

Il trattato di amicizia e commercio (日米修好通商条約?, Nichibei Shūkō Tsūshō Jōyaku), noto anche come Trattato di Harris, tra Giappone e Stati Uniti venne firmato sul ponte della U.S.S. Powhatan nella Baia di Edo (oggi Tokyo) il 29 luglio 1858 durante la presidenza di James Buchanan. Esso comportava l'apertura dei porti di Kanagawa e di altre quattro città giapponesi al commercio con gli USA e garantiva l'extraterritorialità agli stranieri, assieme a diversi altri accordi commerciali.

## Il trattato

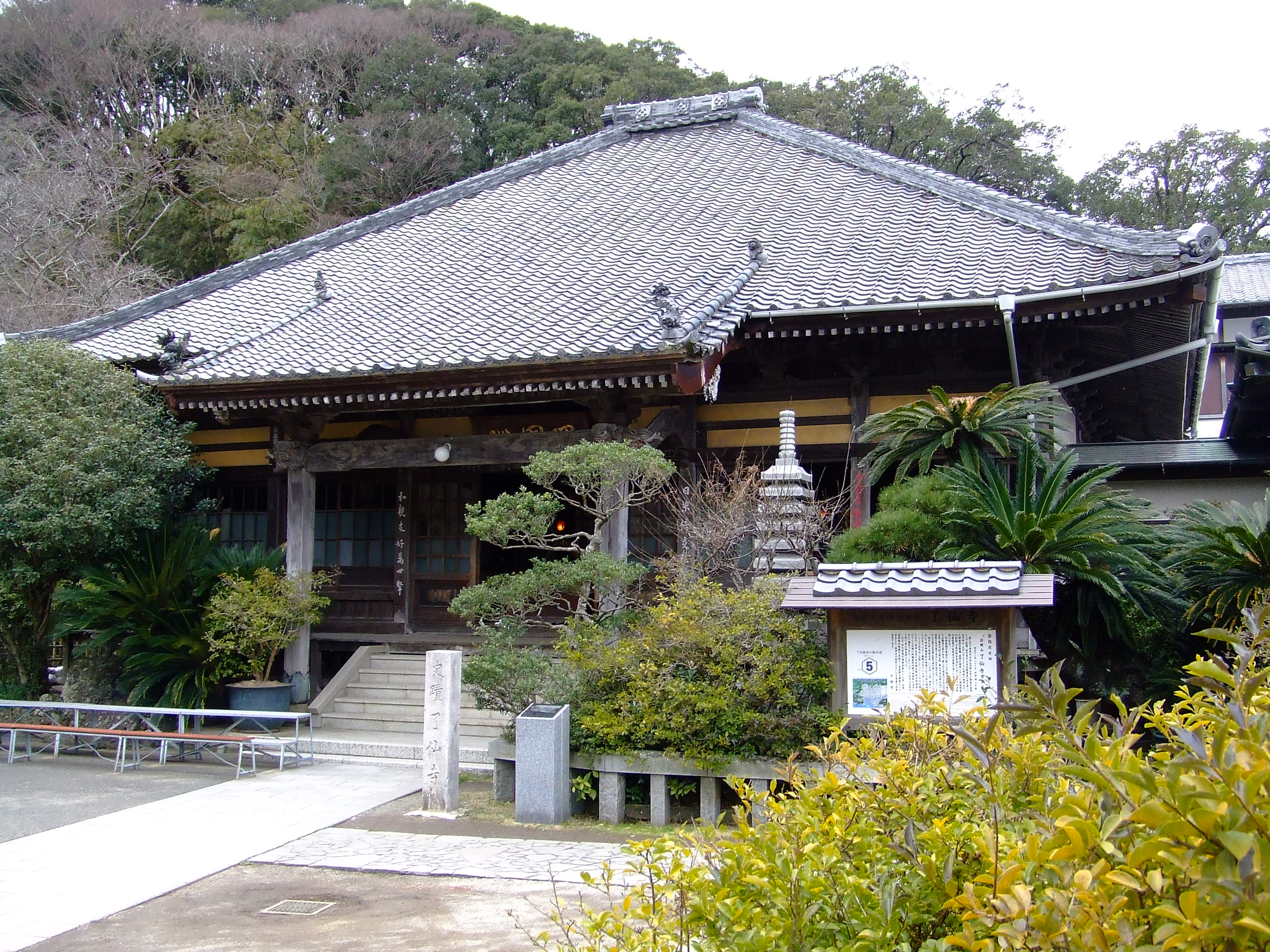
Il tempio Ryosen-ji a Shimoda, dove il trattato di amicizia e commercio, venne firmato.

Il trattato fece seguito alla precedente convenzione di Kanagawa del 1854 che garantiva il diritto a rifornirsi di carbone alle navi americane e ad insediare un console americano presso Shimoda. Nonostante il commodoro Matthew Perry fosse riuscito ad ottenere carburante e protezione rispettivamente per le navi statunitensi e per i relativi equipaggi, lasciò la negoziazione dei diritti commerciali a Townsend Harris, anche lui delegato presso lo Shōgunato Tokugawa. Ci vollero due anni per vincere le resistenze giapponesi, ma l'incombenza di richieste simili provenienti dall'Impero britannico, alla fine fecero cedere il governo Tokugawa.
Il punti salienti del trattato consistevano in:
- scambio di agenti diplomatici
- apertura al commercio con gli stranieri dei porti di Kanagawa, Kōbe, Nagasaki, Niigata e Hakodate
- permesso ai cittadini statunitensi di vivere e commerciare in tali porti
- extraterritorialità dei cittadini stranieri che anziché alle leggi giapponesi, sottostavano a quelle dei propri consolati